# Palazzo del Genio Civile (Arezzo)
Il Palazzo del Genio Civile è un edificio situato in via Fra' Guittone 2-4 ad Arezzo.

## Storia
Dopo l'incarico per la realizzazione del vasto complesso della Prefettura e della Questura, Giovanni Michelucci riceve quello per l'edificazione, in un lotto attiguo all'edificando palazzo del Governo, della sede del Genio civile, completando in tal modo la costruzione della nuova agorà aretina. Nel febbraio del 1937 il ministero dei Lavori pubblici decide di acquistare una porzione del terreno di Poggio al Sole per edificarvi la nuova sede degli uffici del Genio. L'incarico del progetto viene affidato a Michelucci il 28 febbraio del 1937: a seguito della stipula della convenzione (8.6.1937) l'architetto fiorentino avvia immediatamente una serie di studi, tutti informati al criterio di semplicità e funzionalità richieste dalla committenza: dopo aver ipotizzato un complesso ad "L" con un ampio porticato e una variante con il fronte rialzato a uso di torretta, nella primavera del 1938 Michelucci definisce la versione attuale, decisamente ridimensionata rispetto ai progetti precedenti. I lavori murari, eseguiti dalla Impresa costruzioni ferroviarie e meccaniche e dalla ditta SACFEM, vengono avviati celermente (disegni esecutivi elaborati dal Genio del 26.7.1938) e si concludono nell'ottobre del 1939 mentre le opere interne, gli impianti e gli infissi vengono messi in opera tra l'agosto del 1938 e l'ottobre del 1940: il collaudo dell'opera è effettuato il 14 luglio del 1941. Alla fine degli anni cinquanta viene realizzata, su progetto dell'architetto Mercantini, la pensilina esterna per le auto in cemento armato.
Sono attualmente in corso lavori di ristrutturazione interna, necessari per la futura destinazione dell'immobile: ai piani terra e primo si troveranno gli uffici del Genio, mentre al piano secondo verranno collocati quelli del ministero dei Lavori pubblici.

## Descrizione

### Ubicazione
L'edificio sorge al margine sud occidentale della città murata, in un'area a lieve pendenza che si configura come centro civico cittadino. Il palazzo, il cui impianto longitudinale si attesta parallelamente all'asse viario di via Fra' Guittone (ricavato sugli spalti delle mura), è infatti affiancato a est dal complesso della Questura e della Prefettura, dal quale è separato tramite un percorso interno ad uso privato. Il fronte principale, connotato da un portico tripartito, prospetta invece su uno slargo situato ad una quota sopraelevata rispetto alla sottostante via Testa: il marcato dislivello del terreno ha premesso pertanto di ricavare una sorta di piastra nella quale sono ricavati i garage per il Genio e per l'attiguo Palazzo del Governo. Il tessuto circostante è caratterizzato da immobili residenziali, anch'essi edificati tra gli anni venti e quaranta.

### L'esterno
L'edificio è caratterizzato da una pianta e una volumetria estremamente compatte, sviluppate su tre piani fuori terra, e è situato su una sorta di ampio stilobate, scandito in angolo da una scala di accesso a pianta poligonale. Per quanto sia evidente il richiamo al lessico razional-classicista dell'attiguo palazzo del Governo, lo stile del palazzo del genio risulta estremamente semplificato, nell'impianto come nelle soluzioni formali: unica concessione all'aulicità il fronte principale, caratterizzato al piano terra da un portico a tre campate con cinque arcate a tutto sesto, al piano nobile da una teoria di sei finestre rettangolari e al secondo piano da tre finestre di dimensioni più contenute, e connotato rispetto ai fianchi e al retro tramite il rivestimento in lastre di travertino. I fronti laterali, intonacati, sono caratterizzati da una teoria di quattordici finestre per piano, riquadrate in travertino.

### L'interno
L'interno risponde al medesimo lessico semplificato e propone un impianto longitudinale dove la hall di ingresso, situata all'estremità occidentale, immette in un lungo corridoio ai cui lati si dispongono gli uffici. Anche in questo caso l'unica concessione aulica si ha nel disegno dell'atrio, scandito da una serie di due e tre arcate a tutto sesto i cui pilastri sono rivestiti in marmo; al piano superiore tale disegno tripartito si riduce a una scansione di due semplici pilastri.

## Fortuna critica
L'opera non è menzionata in nessuna delle opere dedicate a Michelucci, neppure nella monografia di Belluzzi e Conforti, nella quale non gli è neanche attribuita: ciò fa ipotizzare in qualche modo una sorta di disconoscimento da parte dell'architetto, probabilmente insoddisfatto sia della versione finale del progetto, frutto in prevalenza della volontà della committenza, che della realizzazione dell'opera.